# AFC Ajax in het seizoen 2018/19 (vrouwen)
Het seizoen 2018/2019 was het 7e jaar in het bestaan van de Amsterdamse vrouwenvoetbalclub AFC Ajax. De club kwam uit in de Eredivisie en werd daarin tweede. In het toernooi om de KNVB beker werd opnieuw de winst behaald door in de finale PEC Zwolle te verslaan met 2–1. In de Champions League was, de latere winnaar, Olympique Lyon te sterk in de tweede ronde.

## Wedstrijdstatistieken

### Eredivisie
|       | Achilles '29 | ADO Den Haag | Alkmaar | Excelsior | sc Heerenveen | PEC Zwolle | PSV   | FC Twente |
| ----- | ------------ | ------------ | ------- | --------- | ------------- | ---------- | ----- | --------- |
| Thuis | 3 – 0        | 1 – 0        | 2 – 0   | 3 – 0     | 5 – 0         | 3 – 1      | 2 – 0 | 1 – 2     |
| Uit   | 0 – 4        | 2 – 2        | 2 – 2   | 0 – 6     | 1 – 1         | 3 – 1      | 1 – 0 | 2 – 2     |

#### Kampioensgroep 1–5
|       | ADO Den Haag | PEC Zwolle | PSV   | FC Twente |
| ----- | ------------ | ---------- | ----- | --------- |
| Thuis | 1 – 1        | 0 – 0      | 1 – 0 | 2 – 0     |
| Uit   | 2 – 2        | 0 – 4      | 0 – 1 | 1 – 1     |

### KNVB beker
| Achtste finale                               | VV Bavel                                                                               | 0 – 13             | AFC Ajax |  |
| Plaats: Bavel Sportpark De Roosberg          |                                                                                        |                    | 26', 28', 30' (pen.) Ellen Jansen –', –', –', –', –' Vanity Lewerissa Linda Bakker Marjolijn van den Bighelaar Eshly Bakker –', –' Iina Salmi |  |
| Kwartfinale                                  | AFC Ajax                                                                               | 4 – 2 (1 – 0)      | Achilles '29 |  |
| Plaats: Amsterdam Sportpark De Toekomst      | Linda Bakker 12' Kika van Es 52' Liza van der Most 85' Marjolijn van den Bighelaar 90' | Wedstrijdverslag   | 56', 80' Sophie Cobussen |  |
| Halve finale                                 | AFC Ajax                                                                               | 3 – 2 (0 – 0) n.v. | FC Twente |  |
| Plaats: Amsterdam Sportpark De Toekomst      | Ellen Jansen 81' Linda Bakker 87', 114'                                                | Wedstrijdverslag   | 52', 66' Joëlle Smits |  |
| Finale                                       | AFC Ajax                                                                               | 2 – 1 (1 – 1)      | PEC Zwolle |  |
| Plaats: Rotterdam Van Donge & De Roo Stadion | Linda Bakker 11' Vanity Lewerissa 90'                                                  | Wedstrijdverslag   | 6' Maxime Bennink |  |

### Champions League
| Groepsfase                                                                        | AFC Ajax | 4 – 1 (0 – 0)    | Wexford Youths WFC                                                     | Opstelling AFC Ajax: |
| 7 augustus 2018 Aanvangstijd: 15.00 uur Plaats: Belfast Seaview                   | Kelly Zeeman 36' Kay-lee de Sanders 48' Ellen Jansen 52' Loïs Oudemast 67' Liza van der Most 73'                                                                | Wedstrijdverslag | 46' Rianna Jarrett 62' Doireann Fahey                                  | Ubachs, Van Es, Røddik Hansen, Van der Most, De Sanders, Oudemast ( 66' Salmi), Munsterman, Zeeman, Jansen, Lewerissa ( 66' E. Bakker), Verhoeve ( 82' Van de Westeringh)        |
| Groepsfase                                                                        | AFC Ajax | 2 – 0 (1 – 0)    | Linfield Ladies FC                                                     | Opstelling AFC Ajax: |
| 10 augustus 2018 Aanvangstijd: 15.00 uur Plaats: Belfast Seaview                  | Iina Salmi 28' Vanity Lewerissa 48' Lucie Akkerman 70' Kirsten van de Westeringh 90+1'                                                                          | Wedstrijdverslag | 84' Jennifer McDade                                                    | Ubachs, Van Es, Røddik Hansen ( 67' Akkerman), Van der Linden, De Sanders, Munsterman, Salmi, Zeeman ( 67' Tromp ( 84' Van de Westeringh)), Jansen, Lewerissa, E. Bakker         |
| Groepsfase                                                                        | Þór/KA | 0 – 0 (0 – 0)    | AFC Ajax                                                               | Opstelling AFC Ajax: |
| 13 augustus 2018 Aanvangstijd: 17.00 uur Plaats: Belfast Solitude                 | Bianca Sierra 38' Ariana Calderón 58', 78' | Wedstrijdverslag | 20' Kay-lee de Sanders 47' Iina Salmi                                  | Ubachs, Van Es, Røddik Hansen, Van der Most, De Sanders, Oudemast ( 79' L. Bakker), Salmi, Zeeman, Jansen, Lewerissa ( 84' E. Bakker), Verhoeve ( 87' Van der Linden)            |
| 1/32 finale                                                                       | AFC Ajax | 2 – 0 (0 – 0)    | Sparta Praag                                                           | Opstelling AFC Ajax: |
| 12 september 2018 Aanvangstijd: 19.00 uur Plaats: Amsterdam Sportpark De Toekomst | Iina Salmi 47' Kelly Zeeman 55' | Wedstrijdverslag | 62' Adéla Odehnalová                                                   | Ubachs, Van Es, Røddik Hansen ( 71' Van der Linden), Van der Most, De Sanders, Oudemast ( 64' L. Bakker), Salmi, Zeeman, Jansen, Lewerissa ( 87' Akkerman), Verhoeve             |
| 1/32 finale                                                                       | Sparta Praag | 1 – 2 (1 – 0)    | AFC Ajax                                                               | Opstelling AFC Ajax: |
| 26 september 2018 Aanvangstijd: 19.00 uur Plaats: Praag Generali Arena            | Christina Burkenroad 27' Adéla Odehnalová 80' | Wedstrijdverslag | 50', 52' Vanity Lewerissa 90' Line Røddik Hansen 90+3' Soraya Verhoeve | Kop, Van Es, Røddik Hansen, Van der Most, Akkerman, Oudemast ( 76' E. Bakker), Salmi ( 56' L. Bakker), Zeeman, Jansen, Lewerissa ( 71' Van der Linden), Verhoeve                 |
| 1/16 finale                                                                       | AFC Ajax | 0 – 4 (0 – 2)    | Olympique Lyon                                                         | Opstelling AFC Ajax: |
| 17 oktober 2017 Aanvangstijd: 19.00 uur Plaats: Amsterdam Sportpark De Toekomst   | | Wedstrijdverslag | 12' Amel Majri 27' Selma Bacha 57' Ada Hegerberg 89' Izzy Christiansen | Kop, Van Es, Røddik Hansen, Van der Most, Akkerman, Van der Linden, L. Bakker ( 73' Munsterman), Salmi ( 89' Dijkstra), Jansen, Lewerissa ( 73' E. Bakker), Verhoeve             |
| 1/16 finale                                                                       | Olympique Lyon | 9 – 0 (4 – 0)    | AFC Ajax                                                               | Opstelling AFC Ajax: |
| 31 oktober 2018 Aanvangstijd: 19.00 uur Plaats: Lyon Plaine des Jeux de Gerland   | Cascarino 4', 8' Wendie Renard 17', 22' 83' Ada Hegerberg 57' Griedge Mbock Bathy 62' Amel Majri 69' Saki Kumagai 77' Linda Bakker 89' (e.d.) Lucy Bronze 90+3' | Wedstrijdverslag |                                                                        | Kop, Van Es, Røddik Hansen ( 63' L. Bakker), Van der Most, Akkerman, Van der Linden, Oudemast ( 78' E. Bakker), Jansen, Van den Bighelaar, Lewerissa, Verhoeve ( 78' Munsterman) |

## Statistieken AFC Ajax 2018/2019

### Eindstand AFC Ajax in de Nederlandse Eredivisie Vrouwen 2018 / 2019
| Stand | Gespeeld | Gewonnen | Gelijk | Verloren | Punten | Doelpunten voor | Doelpunten tegen | Gele kaarten | Rode kaarten |
| ----- | -------- | -------- | ------ | -------- | ------ | --------------- | ---------------- | ------------ | ------------ |
| 3e    | 16       | 9        | 4      | 3        | 31     | 38              | 14               | 10           | 0            |

### Eindstand AFC Ajax Vrouwen in de kampioensgroep 1–5 2018 / 2019
| Stand | Gespeeld | Gewonnen | Gelijk | Verloren | Punten | Doelpunten voor | Doelpunten tegen | Gele kaarten | Rode kaarten |
| ----- | -------- | -------- | ------ | -------- | ------ | --------------- | ---------------- | ------------ | ------------ |
| 2e    | 8        | 4        | 4      | 0        | 32     | 12              | 4                | 1            | 0            |

### Topscorers
| #      | Naam                        | Goal |
| ------ | --------------------------- | ---- |
| 1.     | Ellen Jansen                | 14   |
| 2.     | Eshly Bakker                | 11   |
| 3.     | Marjolijn van den Bighelaar | 7    |
| 4.     | Vanity Lewerissa            | 5    |
| 5.     | Linda Bakker                | 3    |
| 6.     | Lucie Akkerman              | 2    |
| 6.     | Line Røddik Hansen          | 2    |
| 6.     | Soraya Verhoeve             | 2    |
| 7.     | Kika van Es                 | 1    |
| 7.     | Kim Mourmans                | 1    |
| 7.     | Marthe Munsterman           | 1    |
| 7.     | Iina Salmi                  | 1    |
| Totaal | Totaal                      | 50   |

| #      | Naam                        | Goal |
| ------ | --------------------------- | ---- |
| 1.     | Vanity Lewerissa            | 6    |
| 2.     | Linda Bakker                | 5    |
| 3.     | Ellen Jansen                | 4    |
| 4.     | Marjolijn van den Bighelaar | 2    |
| 4.     | Iina Salmi                  | 2    |
| 5.     | Eshly Bakker                | 1    |
| 5.     | Kika van Es                 | 1    |
| 5.     | Liza van der Most           | 1    |
| Totaal | Totaal                      | 22   |

| #      | Naam               | Goal |
| ------ | ------------------ | ---- |
| 1.     | Vanity Lewerissa   | 3    |
| 2.     | Iina Salmi         | 2    |
| 3.     | Ellen Jansen       | 1    |
| 3.     | Liza van der Most  | 1    |
| 3.     | Loïs Oudemast      | 1    |
| 3.     | Kay-lee de Sanders | 1    |
| 3.     | Kelly Zeeman       | 1    |
| Totaal | Totaal             | 10   |

### Kaarten
| #      | Naam                        |    |
| ------ | --------------------------- | -- |
| 1.     | Caitlin Dijkstra            | 2  |
| 1.     | Marthe Munsterman           | 2  |
| 2.     | Lucie Akkerman              | 1  |
| 2.     | Eshly Bakker                | 1  |
| 2.     | Marjolijn van den Bighelaar | 1  |
| 2.     | Ellen Jansen                | 1  |
| 2.     | Liza van der Most           | 1  |
| 2.     | Iina Salmi                  | 1  |
| 2.     | Marieke Ubachs              | 1  |
| Totaal | Totaal                      | 11 |

| #      | Naam           |   |
| ------ | -------------- | - |
| –      | Geen speelster | 0 |
| Totaal | Totaal         | 0 |

| #      | Naam           |   |
| ------ | -------------- | - |
| –      | Geen speelster | 0 |
| Totaal | Totaal         | 0 |

## Voetnoten
Achilles '29 · 
ADO Den Haag · 
Ajax · 
VV Alkmaar · 
Excelsior/Barendrecht · 
sc Heerenveen · 
PEC Zwolle · 
PSV · 
FC Twente